# Živorad Jevtić
Živorad Jevtić (Kruševac, 27 dicembre 1943 – 8 agosto 2000) è stato un calciatore jugoslavo, serbo dal 2006, di ruolo difensore.

## Palmarès

### Club

#### Trofei Nazionali
- Campionato jugoslavo: 5

Stella Rossa: 1964, 1968, 1969, 1970, 1973
- Kup Maršala Tita: 4

Stella Rossa: 1964, 1968, 1970, 1971

#### Trofei Internazionali
- Coppa Mitropa: 1

Stella Rossa: 1968